# Bertha von Marenholtz-Bülow
Bertha von Marenholtz-Bülow (Braunschweig, 5 marzo 1810 – Dresda, 9 gennaio 1893) è stata una pedagogista tedesca.
Fu la più grande seguace di Friedrich Fröbel e aprì una moltitudine di giardini per l'infanzia in Francia, Italia, Germania (1860).

## Opere
- Beiträge zum Verständnis Friedrich Fröbels (Contributi per comprendere Friedrich Fröbel, 1876)

Scrisse un certo numero di scritti sui giardini per l'infanzia, molti dei quali vennero tradotti in inglese.

## Ulteriori letture
- Goldschmidt, “Bertha von Marenholtz-Bülow,” No. 239, in Sammlung wissenschaftlicher Vorträge (Amburgo, 1896).